# مجالگاون
مجالگاون (به انگلیسی: Majalgaon) یک منطقهٔ مسکونی در هند است که در Majalgaon taluka واقع شده‌است. مجالگاون ۳۵٫۰۸ کیلومتر مربع مساحت و ۴۹٬۴۵۳ نفر جمعیت دارد.